# Can Sala de Baix
|  | Per a altres significats, vegeu «Can Sala de Baix (Cervelló)». |

Can Sala de Baix és un mas del municipi d'Arenys de Munt protegit com a bé cultural d'interès local. És una gran masia de planta baixa i dos pisos, molt restaurada.
A la planta baixa la restauració no canvià els seus elements; l'entrada és en arc de mig punt adovellada, de tipus dentat. Hi ha dues finestres amb la llinda recta.
Al primer pis és on la restauració canvià més elements: hi havia tres balcons, el del mig sobre la porta central d'estil gòtic. Actualment aquests balcons han esdevingut finestres; són d'estil gòtic tardà, amb moltes filigranes i una sèrie de cares d'àngels. La del centre és doble, amb una columna al mig. Al segon pis no hi ha hagut transformacions: al mig hi ha tres finestretes juntes d'arc de mig punt, i dues més a cada costat.
La coberta és a dues aigües, de teules. A cada costat de la casa hi ha uns petits afegits amb obertures porxades. La masia posseeix a la part lateral i donant a la part posterior una capella, molt restaurada.